# Narrbuskeväxter
Narrbuskeväxter (Lardizabalaceae) är en växtfamilj av ordningen Ranunculales med nio släkten och 36 arter. De förekommer i sydöstra Asien och i sydvästra Sydamerika.
De är besläktad med månfrörankeväxter och berberisväxter, från vilka den avviker genom flera fruktämnen med talrika fröämnen och extrorsa ståndare. Frukten är bär. Nästan alla arter är slingrande buskar med handlikt sammansatta blad och ensamma eller i klasar sittande blommor. Många har saftiga, ätliga frukter.

## Systematik
Familjen kan delas in ytterligare i underfamiljer och tribus:

- underfamilj Decaisneoideae
- underfamilj Lardizabaloideae 
  - tribus Stauntonieae
  - tribus Lardizabaleae
  - tribus Sinofranchetieae